# Haematostemon
Haematostemon är ett släkte av törelväxter. Haematostemon ingår i familjen törelväxter.
Kladogram enligt Catalogue of Life:
| Haematostemon | \| \| Haematostemon coriaceus \| \| \| \| \| \| Haematostemon guianensis \| \| \| \| |
|               | \| \| Haematostemon coriaceus \| \| \| \| \| \| Haematostemon guianensis \| \| \| \| |
|               | Haematostemon coriaceus                                                              |
|               |                                                                                      |
|               | Haematostemon guianensis                                                             |
|               |                                                                                      |